# Улица кнеза Михаила (Београд)
| Улица · КНЕЗА МИХАИЛА | Улица · КНЕЗА МИХАИЛА  |
| --------------------- | ---------------------- |
|                       |                        |
| Општина               | Стари град (Београд)   |
| Почетак               | Теразије Коларчева ул. |
| Крај                  | Париска ул. Калемегдан |
| Дужина                | 790 m                  |
| Ширина                | 10 до 25 m             |
| Створена              | 1867–1870.             |
| Названа               | 1870.                  |
|                       |                        |
|                       |                        |
|                       |                        |

Улица кнеза Михаила или Кнез Михаилова улица је пешачка зона, трговачки центар и улица законом заштићена као једно од најстаријих и највреднијих градских споменичких амбијената, са низом репрезентативних зграда и грађанских кућа насталих крајем 70-их година 19. века. Сматра се да је још у време Римљана овде био центар насеља Сингидунум, а у време Турака на овом подручју кривудале су улице са баштама, чесмама и џамијама. Средином 19. века овде је у горњем делу била башта кнеза Александра Карађорђевића. Након израде регулационог плана Београда, који је 1867. израдио Емилијан Јосимовић, улица је брзо изграђена и добила своју физиономију и садржај. У њој се граде куће и настањују најутицајније и најбогатије породице трговачког и политичког Београда. Године 1870. Управа града је и званично крстила улицу дајући јој име — Улица кнеза Михаила.

## Историјат
Кнез Михаилова спада у најстарије и најзначајније улице Београда и представља сведочанство о континуираном трајању града. На подручју улице постоје трагови античке цивилизације. У време Римљана, један од главних прилазних путева, Via cardo, протезао се трасом која се највећим делом поклапа са данашњим потезом улице Кнеза Михаила. Нема доказа да је у средњем веку ово подручје било настањено. У првој половини 16. века обновљен је стари римски и изграђен нови водовод, који је ишао трасом данашње улице, чиме су се стекли услови за ницање насеља. У време турске владавине на подручју данашње Кнез Михаилове улице подигнуто је пет џамија са пратећим махалама, од којих су најзначајније биле Ибрахим бегова и Мусала. Када су 1717. године освојили Београд, Аустријанци су отпочели реконструкцију града и дали нов изглед улици. Тада је порушен већи број кућа и џамија, како би биле подигнуте нове зграде, и то на грађевинској линији регулисане улице која је делила горњу варош на српску, са западне, и немачку, са источне стране, а по одласку аустријске војске, на српску и турску.
Коначним одласком Турака из Београда, 1867. године, и прихватањем западњачких урбанистичких узора, отпочео је преображај града. На основу регулационог плана из 1867. године, који је сачинио први српски урбаниста, инжењер Емилијан Јосимовић, професор Лицеја и Велике школе, трасирана је Кнез Михаилова улица као најкраћа веза између Тврђаве и Вароши. Период када је Кнез Михаилова улица у Београду трасирана, између 1867. и 1880. године, означава напуштање стихијског развоја Београда и вишу етапу урбанизације града. Данашње стање показује да је улица задржала аутентични габарит, профиле и правац простирања. Грађевине су настале у једном времену и имају јединствене архитектонске одлике, а употребљени грађевински материјали, конструкције, функције и стилска обрада, припадају оном периоду еволуције београдске архитектуре који означава прекид са балканским и усвајање европских стилова у архитектури. Процес европеизације утицао је на развој грађанске класе и формирање трговачког сталежа чији представници у новоформираној улици граде сопствене зграде и палате и отварају трговачке радње. Иако су током 20. века неке од зграда, које су чиниле фронт улице, измењене или замењене новим, Кнез Михаилова је задржала карактер репрезентативне трговачке улице. Последњи кућерци на почетку улице, око апотеке "Делини", уклоњени су почетком децембра 1940, ради подизања палате осигуравајућег друштва "Србија". Током 1930-тих се покушавало спречити шетаче на корзоу да ступају на коловоз, а и пословни свет се жалио на "закрченост" улице шетачима; београдска општина је желела да се корзо измести из Кнез Михаилове, мада није било јасно где.
Улица је реконструисана 1987, када је постала пешачка зона, поплочана јабланичким гранитом. Крајем 20. века, од искључиво трговачке, Кнез Михаилова улица је прерасла у културно средиште престонице.

## Објекти од културне и историјске вредности у Кнез Михаиловој улици
- Хотел „Српска круна“, саграђен 1869. у стилу романтизма, као најмодернији хотел у Београду. У згради је између 1945. и 1970. била смештена Народна библиотека Србије, а данас је Библиотека града Београда.
- Кућа Марка Стојановића, саграђена око 1889. према пројекту Константина Јовановића као приватна кућа адвоката Марка Стојановића, у стилу неоренесансе. У њој је била Академија ликовних уметности, основана 1937. године, а данас је Галерија Академије.
- Блок грађанских кућа, настао 70-их година XIX века, чијим се подизањем означава почетак прекида са традиционалном „балканском“ архитектуром. Све три зграде имају јединствену обраду, изведену на стилском прелазу од романтизма ка ренесанси. Блок чине три зграде:
  - Кућа Христине Куманди, изграђена 1870. као угаона зграда на пресеку улица Кнеза Михаила и Дубровачке. У згради је једно време била смештена Француско-српска банка, затим белгијски и енглески конзулат.
  - Кристина механа, саграђена 1869. године, као административно-трговачка зграда у којој су браћа Крстићи отворили истоимени хотел, а где су се до изградње Градске скупштине одржавале скупштинске седнице.
  - Кућа Вељка Савића, саграђена 1869. као стамбена кућа са трговачким радњама. Од првобитног изгледа зграда је претрпела доста измена.
- Палата САНУ, подигнута 1923—1924. године, по плановима из 1912. године, рад Драгутина Ђорђевића и Андре Стевановића, у стилу академизма са елементима сецесије. У згради се налазе: Библиотека САНУ, једна од најбогатијих у Београду; Архив САНУ са богатом грађом о историји Србије; Галерија САНУ у приземљу зграде, са посебном салом за предавања, књижара и антикварница.
- Зграда Прометне банке, подигнута 1914. године године за потребе Прометне банке према пројекту архитекте Данила Владисављевића и инжењер Милоша Савчића,
- Задужбина Николе Спасића, саграђена 1889. године, по пројектима арх. Константина Јовановића у стилу неоренесансе, за стамбену кућу београдског трговца Николе Спасића.
- Пасаж Николе Спасића, саграђен 1912. у стилу сецесије.
- Ресторан „Грчка краљица“, саграђен 1835. у стилу академизма.[9]
- Хотел „Русија“, зграда је саграђена око 1870. године, а дограђена 1920.
- Руски цар данас кафе и ресторан, саграђен 1926. на углу са улицом Обилићев венац (Београд) у стилу касне Сецесије с елементима Арт деко-а према пројекту арх. Петра Поповића.[10][11][12]
- Зграда Дома штампе у Београду, Кнез Михаилова 6
- Робна кућа Митић, у броју 41, прва пројектована савремена робна кућа у Београду,[13][14] између два рата у власништву Владе Митића.
- Остали објекти: Ресторан „Коларац”, Тржни центар Рајићева, Музеј Цептер, Делијска чесма

## Пирамида испред зграде Српске академије наука и уметности
Пирамиду испред зграде Српске академије наука и уметности је 1995. године поставио Град Београд. Има четири стране. На две су наведене географска дужина и ширина тачке на којој се налази пирамида, потом надморска висина и убрзање земљине теже у тој тачки.
Претходник те пирамиде је била такође пирамида, у непосредној близини, један век раније, на врху Капетан Мишиног здања, где су биле обележене стране света. Пошто је та зграда била тада највиша у Београду, са ње су ватрогасци осматрали Београд.
Због својих културно-историјских и архитектонско-урбанистичких вредности улица Кнез Михаилова је утврђена за културно добро од изузетног значаја, 1979. године.

## Галерија
- Улица Кнез Михаилова
- Спомен-обележје Емилијану Јосимовићу
- Зграда задужбине Николе Спасића у на броју 33.
- Пирамида испред Академије
- Капија
- Споменици културе Градске куће у Кнез Михаиловој улици
- „Српска круна“, данас Библиотека града Београда
- Кафана „Руски цар“
- Палата САНУ
- Зграда Прометне банке
- Црвени храст у Кнез Михаиловој